# Sticherus squamosus
Sticherus squamosus là một loài dương xỉ trong họ Gleicheniaceae. Loài này được Fée J. Gonzales mô tả khoa học đầu tiên năm 2011.